# Allium obtusum
Allium obtusum — вид трав'янистих рослин родини амарилісові (Amaryllidaceae), ендемік штатів Каліфорнія та Невада, США.

## Опис
Цибулин 1–5, яйцюваті, 1–2 × 0.8–1.8 см; зовнішні оболонки містять 1 або більше цибулин, коричневі, перетинчасті; внутрішні оболонки білі. Листки, як правило, скидаються зі стеблиною, в'януть від кінчика в період цвітіння, 1–2; листові пластини плоскі або ± широко-жолобчасті, 5–22 см × 0.5–14 мм, краї цілі. Стеблина утворює шар опадання і скидається після дозрівання насіння, одиночна, прямостійна, циліндрична, 2–17 см × 0.5–2 мм. Зонтик стійкий, прямостійний, компактний, 6–65-квітковий, півсферичний, цибулинки невідомі. Квіти дзвінчасті, 4–12 мм; листочки оцвітини прямостійні, білі або рожеві з темно-пурпуровими серединними жилками, від ланцетних до довгасто-еліптичних, ± рівні, краї цілі, верхівки від тупих до гострих. Пиляки жовті або пурпурні; пилок жовтий. Насіннєвий покрив тьмяний.

## Поширення
Ендемік штатів Каліфорнія та Невада, США.